# Konference OSN o změně klimatu 2024 v Baku
Konference OSN o změně klimatu v roce 2024 neboli Konference smluvních stran UNFCCC, známá spíše jako COP29, byla 29. konference OSN o změně klimatu. COP29 se konala v Baku v Ázerbájdžánu ve dnech 11. až 22. listopadu 2024, předsedal jí Muchtar Babajev a v čele organizačního výboru stál Samir Nurijev. COP29 nakonec skončila v neděli 24. listopadu v 5:31, o 35 hodin později.
Konference byla uzavřena dohodou o finančních plánech na zmírnění dopadů změny klimatu a na pomoc rozvojovým zemím při přechodu na udržitelnější zdroje energie. Rozvinuté země souhlasily s tím, že do roku 2035 pomohou nasměrovat do rozvojových zemí 300 miliard dolarů ročně, aby podpořily jejich úsilí vypořádat se s klimatickými změnami. Jednotný požadavek rozvojových zemí byl při tom 1,3 bilionu USD ročně. Podařilo se jim najít shodu na zbývajících částech článku 6 o trzích s uhlíkem, což znamená, že všechny prvky Pařížské dohody byly dokončeny téměř 10 let po jejím podpisu. Zemím se nepodařilo dosáhnout dohody o tom, jak by měly být výsledky „globálního hodnocení“ z COP28, včetně klíčového závazku k odklonu od fosilních paliv, realizovány – místo toho odsunuly rozhodnutí na COP30 v Brazílii v příštím roce.
Výběr Ázerbájdžánu jako místa konání konference bylo kontroverzní vzhledem k tomu, že se jedná o významného producenta ropy a zemního plynu. Novináři a protikorupční neziskové organizace také kritizovali, že se konference koná v autoritářském státě s rozsáhlou korupcí. „Oficiálními partnery“ COP29 byly podniky, které přímo vlastní rodina vládce Ilhama Alijeva nebo mají vazby na podniky rodiny Alijevových.

## Pozadí
Ázerbájdžán podepsal Pařížskou dohodu – dohodu v rámci Rámcové úmluvy OSN o změně klimatu (UNFCCC) – 22. dubna 2016. Ratifikována byla 9. ledna 2017 a v platnost vstoupila 8. února 2017.

## Jednání před konferencí COP29
Na bonnské konferenci o změně klimatu v červnu 2024 bylo dosaženo pokroku v oblasti nového kolektivního kvantifikovaného cíle (NCQG) a adaptačních ukazatelů pro COP29, omezeného pokroku bylo dosaženo v oblasti článku 6 Pařížské dohody, kde zůstaly nevyřešeny otázky týkající se systémů uhlíkových kreditů a zamezení emisí. Byly položeny základy pro provádění článku 6, přičemž hlavní vyjednavač COP29 Jalčin Rafijev zdůraznil jeho význam pro nadcházející jednání v Baku. Výkonný tajemník OSN pro změnu klimatu Simon Stiell zdůraznil potřebu další práce na řešení těchto otázek před COP29.
V červenci 2024 Ázerbájdžán v Baku představil Akční fond pro financování opatření v oblasti klimatu (CFAF), který usiluje o roční příspěvky ve výši 1 miliardy USD od zemí a společností produkujících fosilní paliva. Fond bude investovat do obnovitelných zdrojů energie a podporovat klimatické projekty v rozvojových zemích, přičemž polovina jeho prostředků bude zaměřena na plnění NDC členů pro dosažení cíle 1,5 stupně Celsia. Dvacet procent výnosů půjde do Fondu rychlé reakce (2R2F) na podporu katastrof. Zisky budou reinvestovány s vyloučením podílu na zisku soukromých investorů nebo vlád.
Ve dnech 10. a 11. října se v Ázerbájdžánu konalo každoroční setkání před zahájením COP29, jehož cílem bylo zahájit diskuse před zahájením COP29. Konference byla zahájena za účasti designovaného předsedy COP29 Muchtara Babajeva, předsedy COP28 Sultána Ál-Džábira a náměstkyně generálního tajemníka OSN Aminy J. Mohammedové a nesla téma „Posílení ambicí a zajištění opatření“. Mezi priority patřilo stanovení nového cíle pro financování opatření v oblasti klimatu, který by nahradil dřívější cíl 100 miliard dolarů, plná aktivace fondu pro krytí ztrát a škod a podpora zranitelných komunit. Diskuse se týkaly také aktualizovaných národně stanovených příspěvků (NDC) jednotlivých zemí a dokončení pokynů pro trhy s uhlíkem podle článku 6. Vedoucí představitelé zdůraznili potřebu omezit globální oteplování na 1,5 °C, neboť podle aktuálních údajů Programu OSN pro životní prostředí mohou stávající klimatické závazky umožnit nárůst o 2,9 °C.
Diplomaté EU kritizovali Ázerbájdžán za to, že na program konference nezařadil postupné ukončování využívání fosilních paliv, přičemž Ázerbájdžán hovořil výhradně o zmírňování dopadů. Ministr zahraničí Justin Tkatchenko v říjnu 2024 oznámil, že Papua Nová Guinea bude summit bojkotovat, a označil jej i předchozí summity COP za „naprostou ztrátu času“.

## Organizační výbor COP29
Organizační výbor pro COP29 byl zřízen příkazem prezidenta Ázerbájdžánu dne 13. ledna 2024. Složení výboru bylo následně rozšířeno 19. ledna a 22. února 2024. Výboru předsedá Samir Nurijev, vedoucí prezidentské administrativy Ázerbájdžánu, a tvoří jej 56 členů, včetně ministrů, členů Národního shromáždění a dalších vedoucích představitelů státních orgánů.
Organizační výbor se původně skládal z 28 mužů. Po kritice, kterou vyslovila Christiana Figueresová, výkonná tajemnice Rámcové úmluvy OSN o změně klimatu, a další, byli do výboru doplněni další dva muži a jedenáct žen.

## Předsednictví COP29
Předsedou COP29 byl ázerbájdžánský ministr ekologie a přírodních zdrojů Muchtar Babajev. Babayev dříve pracoval jako viceprezident pro ekologii ve státní ropné společnosti SOCAR. Dalšími členy předsednického týmu COP29 byli Yalchin Rafiyev jako hlavní vyjednavač, náměstek ministra energetiky Elnur Soltanov jako výkonný ředitel, Narmin Jarchalova jako předsedkyně ázerbájdžánské provozní společnosti COP29 a provozní ředitelka, Nigar Arpadarai jako klimatický šampion na vysoké úrovni a Leyla Hasanova jako klimatický šampion pro mládež.

## Program konference
Cílem COP29 bylo omezit globální oteplování na 1,5 °C a zdůraznit naléhavou potřebu investic do opatření v oblasti klimatu. Tento přístup zahrnoval zvýšení ambicí prostřednictvím národních plánů a transparentnosti a zároveň podporu opatření s účinným financováním s cílem snížit emise a řešit dopady na klima.
Předsednictví COP29 zdůrazňovalo význam zprovoznění Fondu pro krytí ztrát a škod na podporu zranitelných komunit, zejména v malých ostrovních rozvojových státech (SIDS) a nejméně rozvinutých zemích (LDC). Vyzvalo k posílení národně stanovených příspěvků (NDC) v souladu s cíli 1,5 °C a naléhavě vyzvalo k předložení NDC do roku 2025 se zaměřením na postupné vyřazování fosilních paliv, zvyšování podílu energie z obnovitelných zdrojů a řešení problematiky emisí jiných než oxidu uhličitého, jako je methan. Pokud jde o přizpůsobení se změně klimatu, předsednictví vyzvalo všechny země, aby do roku 2025 vypracovaly národní adaptační plány (NAP), a zdůraznilo potřebu zvýšit financování přizpůsobení se změně klimatu. Kromě toho COP29 vyzvalo globální finanční instituce a soukromý sektor, aby zvýšily financování opatření v oblasti klimatu a podpořily investice do zelených inovací. Cílem summitu bylo poskytnout platformy pro mobilizaci účasti podniků a zvýšit transparentnost investičních rozhodnutí na podporu opatření v oblasti klimatu.
Program COP29 byl zahájen 11. listopadu, kdy se předsednictví ujal Ázerbájdžán, který hostil zasedání pomocných orgánů, na němž byly stanoveny cíle konference. Ve dnech 12.–13. listopadu se sešli světoví lídři, aby projednali Pařížskou dohodu a posílili ambice v oblasti klimatu, včetně summitu o snižování methanu, který společně pořádají USA a Čína. 14. listopadu se konference zaměřila na finance a obchod a  Baku zahájilo Iniciativu pro financování v oblasti klimatu na podporu globálních investic do odolnosti vůči změně klimatu. Agenda se zabývala energií a mírem, zkoumáním souvislostí mezi využíváním energie, konflikty a lidskou bezpečností. 16. listopadu během prvního Dne digitalizace se přesula k udržitelným digitálním postupům. Po dni odpočinku diskuse pokračovaly 18. listopadu Dnem lidského rozvoje, který zdůrazní roli mládeže, zdraví a vzdělávání v odolnosti vůči změně klimatu. Poté se program věnoval potravinové a vodní bezpečnosti se zaměřením na výzvy související se zemědělstvím a vodními zdroji. Dále se diskutovala urbanizace, doprava a cestovním ruch jakožto důležité aspektech řešení klimatických problémů, včetně inauguračního Dne cestovního ruchu COP, který podporoval udržitelné postupy. Dne 21. listopadu se agenda zabývala znalostmi domorodých obyvatel, rovností žen a mužů a biologickou rozmanitostí, čímž se uzná přínos různých komunit k opatřením v oblasti klimatu. Agenda byla uzavřena 22. listopadu jednáním o finalizaci závazků pro COP29.

## Místo konání a struktura zón
Ázerbájdžán byl oznámen jako hostitel konference COP29 ke konci konference COP28 v Dubaji. Předsednictví COP se střídá po celém světě v pětiletém cyklu, přičemž Ázerbájdžán byl tentokrát vybrán jako zástupce východoevropského regionu, poté co Rusko vetovalo kteréhokoliv člena EU a Arménie svoji kandidaturu stáhla.
V dubnu 2024 Ázerbájdžán oznámil jako místo konání konference olympijský stadion v Baku. Město vedle stadionu vybudovalo prostory o rozloze 112 000 m2. Akci navštívilo přibližně 65 000 účastníků, včetně vysokých vládních představitelů. Hostitelský Ázerbájdžán měl na summitu největší delegaci s 2 229 lidmi. Následovala Brazílie (1 914) a Turecko (1 862) s druhou a třetí největší delegací.
Konference COP29 funguje ve dvou hlavních zónách: v modré zóně, která je určena pro oficiální jednání vládních delegací, mezinárodních organizací a vybraných nevládních organizací a v níž jsou umístěny národní pavilony, v nichž země představují své klimatické iniciativy, a v zelené zóně, která je přístupná veřejnosti a připomíná veletrh, kde vystavovatelé z řad firem prezentují výrobky a služby související s klimatem.

## Financování opatření v oblasti klimatu
Na konferenci COP29 bylo za ústřední téma považováno financování boje proti změně klimatu, které se zaměřilo na navýšení zdrojů pro rozvojové země, aby mohly řešit dopady změny klimatu a přejít na nízkouhlíkové hospodářství. Klíčovým bodem programu byla jednání o Novém kolektivním kvantifikovaném cíli (New Collective Quantified Goal - NCQG) v oblasti financování klimatu, který by stanovil nový finanční cíl na podporu rozvojových zemí po roce 2025 a navázal by na předchozí závazek 100 miliard dolarů ročně. Mezi navrhovaná řešení patřilo smíšené financování, které by kombinovalo veřejné a soukromé investice s cílem posílit financování klimatických iniciativ, a výměna dluhu za přírodu, která by zemím umožnila přerozdělit splátky dluhu na projekty v oblasti životního prostředí a klimatu.
Z významných událostí lze zmínit, že multilaterální rozvojové banky, včetně Světové banky a Evropské investiční banky, se zavázaly zvýšit objem úvěrů souvisejících s klimatem na 120 miliard dolarů ročně pro země s nízkými a středními příjmy, zatímco Asijská rozvojová banka oznámila dodatečné investice ve výši 7,2 miliardy dolarů a adaptační program ve výši 3,5 miliardy dolarů zaměřený na tání ledovců ve střední Asii a na jižním Kavkaze. Neziskový investor Acumen přislíbil 300 milionů dolarů na adaptaci zemědělství v Africe, Asii a Latinské Americe, zatímco klimatické investiční fondy zahájily na londýnské burze program emise dluhopisů v hodnotě 75 miliard dolarů. Asociace ázerbájdžánských bank se rovněž zavázala k poskytnutí téměř 1,2 miliardy dolarů na podporu nízkouhlíkového přechodu země.
Na konferenci světoví lídři ratifikovali klíčový rámec podle článku 6.4 Pařížské dohody, kterým se zřizuje orgán podporovaný OSN pro regulaci mezinárodního obchodování s uhlíkovými kredity. Očekává se, že toto rozhodnutí uvolní miliardy dolarů na financování opatření v oblasti klimatu, které jsou určeny především rozvojovým zemím[.
Delegace rovněž dosáhly shody o dohodě, která by zavazovala rozvinuté země k závazku ročního financování boje proti klimatickým změnám ve výši 300 miliard dolarů do roku 2035, aby pomohly rozvojovým zemím získat přístup k širším ekonomickým zdrojům na boj proti emisím a klimatickým katastrofám. Chudší země však tuto částku kritizovaly jako nedostatečnou a mnohé z nich prosazovaly cíl minimálně 500 miliard dolarů. Zatímco dohoda byla považována za malý krok, kritici, včetně představitelů OSN, ji označili za zradu, zejména kvůli absenci povinných příspěvků pro rozvíjející se ekonomiky, jako je Čína.
Klíčovými body napětí při jednáních byla dárcovská základna, kdy rozvinuté ekonomiky jako USA a Evropská unie trvaly na tom, že by standardně mělo přispívat více zemí se zdroji, jako je Čína a země Rady pro spolupráci v Perském zálivu, a podíl financování z veřejných rozpočtů, kdy rozvojové země trvaly na výrazném zvýšení veřejných, nepůjčkových dotací. V konečném znění dohody o 300 miliardách dolarů se uvádí, že financování boje proti klimatickým změnám bude pocházet jak z veřejných, tak ze soukromých zdrojů, a podporuje dobrovolné příspěvky rozvojových zemí, včetně Číny a zemí Středního východu.

## Energetický přechod
Po konferenci COP28 v Dubaji se COP29 zaměřil na pokrok v programu energetické transformace se zvláštním důrazem na snížení globální závislosti na fosilních palivech a na rozšíření využívání obnovitelných zdrojů energie. Mezi hlavní cíle patřilo stanovení konkrétních časových harmonogramů pro postupné ukončení využívání uhlí a rozvoj trhů s ekologickým vodíkem, které mají zásadní význam pro dosažení cílů Pařížské dohody. COP29 se rovněž zabýval otázkami energetické bezpečnosti, zejména pro ekonomiky silně závislé na fosilních palivech, a podpořil politiky, které zajistí spravedlivý a rovný přechod pro postižené komunity.
Pro usnadnění těchto změn COP29 podpořil rámce spolupráce, které zemím umožní sdílet technologie, odborné znalosti a zdroje. To zahrnuje regionální integraci sítí pro obnovitelné zdroje energie, které mohou zlepšit přístup k energii a zároveň snížit emise. Pokrokem v těchto iniciativách se COP29 snažil vytvořit udržitelné a odolné energetické systémy, které budou v souladu s dlouhodobými klimatickými cíli.

## Česká účast na konferenci
Ve dnech 11.–13. listopadu se konference zúčastnil český premiér Petr Fiala, který zde vystoupil s projevem, ve kterém označil projevy změny klimatu za vážný problém, jako hlavní nástroj řešení označil ve svém projevu jadernou energetiku. Česko se v průběhu konference připojilo k výzvě za žádné nové uhlí v národních klimatických plánech (NDC).

## Kritika

### Kritika místa konání
V prosinci 2023 byl Ázerbájdžán oznámen jako hostitel konference. V lednu 2024 byl předsedou COP29 jmenován Muchtar Babajev. Ázerbájdžán zaplatil PR firmě Teneo 4,7 milionu USD za řízení propagace akce.
Kritici tvrdili, že pořádání COP29 v Ázerbájdžánu je nevhodné kvůli špatné situaci v oblasti lidských práv v zemi a obviněním z etnických čistek proti bývalému arménskému obyvatelstvu Náhorního Karabachu. Zdůrazňovali, že Ázerbájdžán je významným producentem fosilních paliv, jeho autoritářská vláda je hojně spojována s korupcí a volba hostit COP29 je greenwashingem fosilního průmyslu. Kromě toho byly vyjádřeny obavy z vládních zásahů proti novinářům a ekologickým aktivistům před konferencí, což svědčí o potlačování svobody slova a občanské společnosti. Obhájci lidských práv vyzývají k propuštění politických vězňů a naléhají na mezinárodní společenství, aby se těmito otázkami zabývalo ještě před konáním summitu. Michael Rubin, vedoucí pracovník American Enterprise Institute, napsal, že COP29 hrozí legitimizací autoritářského režimu ázerbájdžánského prezidenta Alijeva, podobně jako to udělala berlínská olympiáda v roce 1936 pro Hitlera.  Novináři a protikorupční neziskové organizace také kritizovali, že se konference koná v autoritářském státě s rozsáhlou korupcí. „Oficiálními partnery“ COP29 jsou podniky, které vlastní rodina vládce Ilhama Alijeva nebo mají vazby na podniky rodiny Alijevů.
V říjnu 2024 organizace Human Rights Watch odhalila dohodu mezi OSN a Ázerbájdžánem, která byla podepsána v srpnu. Ačkoli byla dohoda k COP29 zveřejněna před konáním klimatické konference, na rozdíl od COP28 byla popsána jako ‚zklamání, ale nikoli překvapivá‘. HRW uvedla, že smlouva je plná „významných nedostatků a nejasností, pokud jde o ochranu práv účastníků“. Dohoda byla zveřejněna současně se zprávou HRW odhalující snahy ázerbájdžánské vlády „umlčet své kritiky“, kdy bylo několik aktivistů a novinářů zatčeno na základě nepodložených a závažných trestních obvinění.
Výkonný ředitel COP29 Elnur Soltanov byl tajně nahrán při jednání o potenciálních obchodech s ropou a plynem, což vyvolalo vážné obavy z porušení etiky COP. Kritici tvrdí, že to podkopává cíl konference spočívající v odklonu od fosilních paliv, neboť Soltanov zároveň zastává klíčovou roli v ázerbájdžánském energetickém sektoru.
Skupiny účastníků kampaně spustily první den COP29, 11. listopadu 2024, alternativní webové stránky COP29. Doménu www.cop29.com získaly skupiny klimatických aktivistů, včetně organizace Global Witness, aby v rámci své kampaně prosazovaly, aby ropné společnosti přispívaly do fondu na krytí ztrát a škod. Iniciativu podporuje řada aktivistů a skupin, které se podílejí na kampani, včetně hollywoodského režiséra Adama McKaye, herečky Rosario Dawson, hudebníků Briana Ena a Jona Hopkinse a významných klimatických aktivistů, jako jsou Vanessa Nakate, Kumi Naidoo a Luisa Neubauer.
Autoritářský vládce Ázerbájdžánu Ilham Alijev označil kritiku za „pomlouvačnou kampaň“ a prohlásil, že nás „nemůže vykolejit z plnění našeho vznešeného poslání vyrovnat se s negativními dopady změny klimatu“.
Některé země, včetně Indie a Nigérie, obvinily předsednictví COP29 z prosazení dohody bez jejich řádného souhlasu, a to po chaotických jednáních na poslední chvíli.

### Kritika výsledků konání
Na konferenci zazněla kritika, že fond pro financování klimatických ztrát a škod neposkytuje prostředky formou grantů, ale ve formě vysoce úročených půjček, což je problém pro rozvojové země, které tato pomoc vede k zadlužování. Oxfam označuje tuto formu pomoci jako Ponziho schéma.